# ホープス (企業)
株式会社ホープス（Hopes,inc.）は、東京都渋谷区代々木に本社を置く、アスリート向けの研修を行う企業。

## 概要
2000年12月25日に設立した、東京都渋谷区代々木に本社を置く、スポーツ選手向け研修国内実績No1（自社調べ）の研修会社である。アスリート研修の他にも企業研修・個別指導（コーチング・カウンセリング）・学校法人への講師派遣（高等学校・専門学校・大学・大学院）・教育研修企画代行・教育研修部門の代行受託（アウトソーシング）も行う。

## 主な発行書籍
- 残念な部下を戦力にする方法 坂井伸一郎（2020年10月10日発売）
- メンタルトレーニング大全 坂井伸一郎（2023年4月21日発売）